# 志津川湾
座標: 北緯38度39分40秒 東経141度29分0秒 / 北緯38.66111度 東経141.48333度

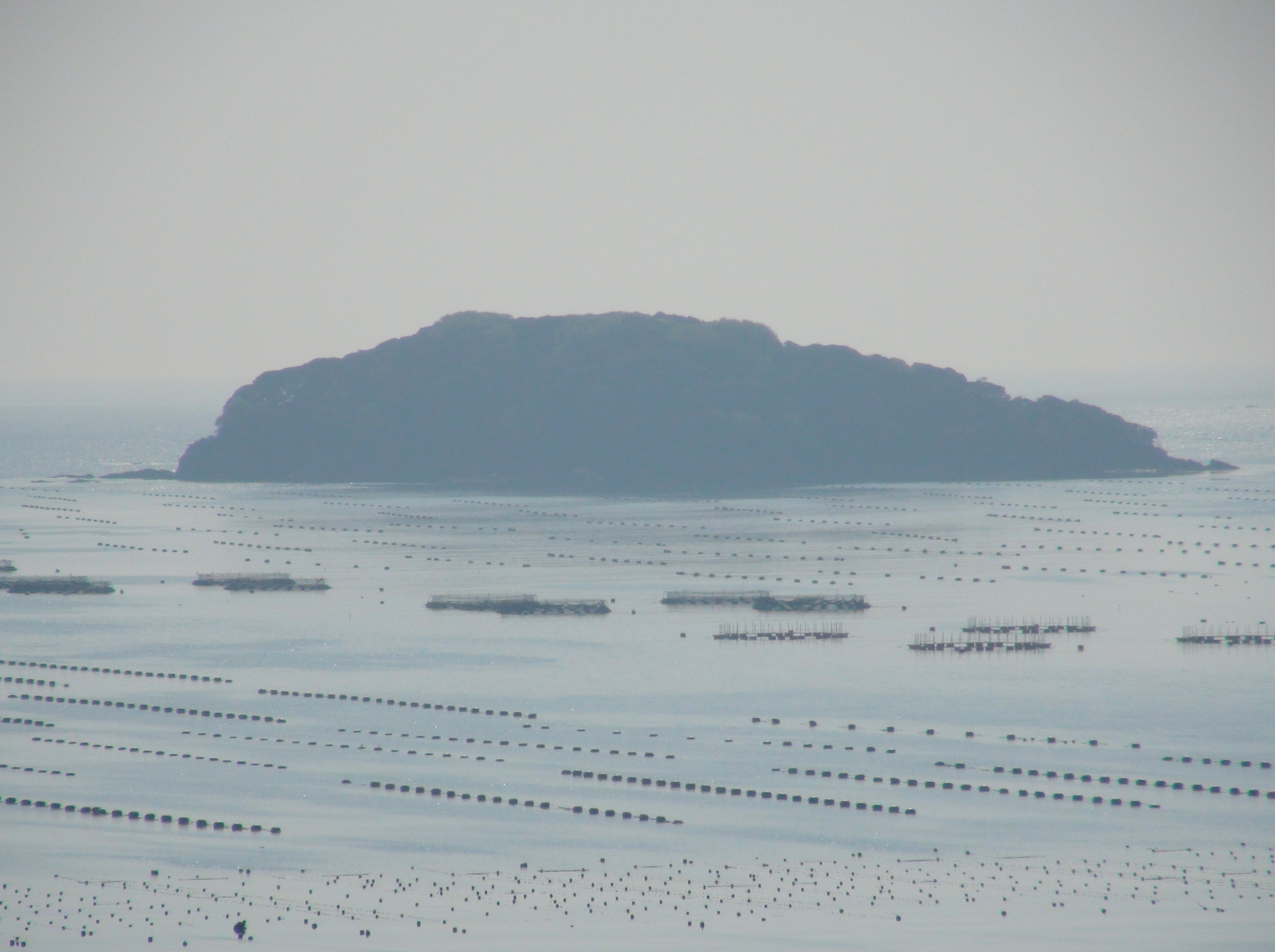
椿島

志津川湾（しづがわわん）は日本・宮城県北東岸にある湾。東側の太平洋に向けて開いた湾である。

## 概要
リアス式海岸であり、湾口は幅約6.5km、奥行き8km。湾最奥部には、南三陸町の中心部である旧・志津川町と志津川漁港があり、湾内北東部には支湾の伊里前湾と伊里前漁港がある。このほか、湾内には入り江が多く、小規模な漁港が多数整備されている。湾内には養殖設備が多く、カキ・ホヤ・ワカメ・ギンザケなどの養殖設備がある。湾内への大規模な河川の流入は無いが、伊里前川や八幡川、折立川など中小河川は数多く流入している。このほか、湾内には荒島、椿島、竹島、野島などの小島がある。
東北地方太平洋沖地震に伴う津波の影響で、沿岸集落・施設や湾内漁業設備にも大きな被害を受けている。
親潮、黒潮と津軽暖流の3つの海流の影響を受ける場所に位置するため、豊富な冷たい海域と暖かい海域に生息するコンブ目の褐藻が共存している。そのため、553種の動物がこの一帯を訪れ、冬にはクロネズミガン、オジロワシ、オオワシなどの越冬地となる。2018年、海藻の藻場では日本初の湿地として、ラムサール条約登録地となった。